# Riccardia hydra
Riccardia hydra là một loài rêu trong họ Aneuraceae. Loài này được Hürl. mô tả khoa học đầu tiên năm 1976.